# からむしII世
からむしII世（からむしにせい）は、1982年に島根県で建造された実験航海用の丸木舟である。現在は隠岐の島町の隠岐郷土館に保存展示されている。

## 諸元
- 全長約8.2メートル、最大幅0.64メートル
- 重量約1トン
- 定員5名
- 建造期間2ヶ月
- 1982年進水
- 木造

## 建造の経緯
隠岐の久見地区、加茂地区、津井地区には縄文期に縄文人が黒曜石を採取して石器の材料とした採石場が存在しているが、これらの地区で採取された黒曜石は本州でも出土している為、縄文人が何らかの舟艇によってこれを運搬したと考えられた。最も有力な説としては、丸太を削りだした丸木舟による海上輸送を行ったというものがあった。
この説の有効性を実証する為、松江市内の小中学校の教員たちの有志が「からむし会」と名乗るNPO組織を結成。千葉市畑町の落合遺跡（現・東京大学検見川総合運動場）から出土した縄文時代の丸木舟をモデルとした丸木舟を建造して、隠岐から本州まで漕走するという計画を立案した。
「からむし会」はまず実物の3分の1の縮小模型（からむしI世と呼ばれる）を製作して丸木舟の性能を検討し、次いで輸入材を私費により購入。丸木舟「からむしII世」を建造した。

## 実験航海
1982年7月24日午前4時40分に知夫里島の郡港を出港。17時23分に松江市美保関町の七類港に入港。艇内には15キロの黒曜石が積み込まれていた。パドラーは総勢13名で、航行中にパドラーの交替を行った。本艇はアウトリガーを持たない構造であったが、クルーの証言によると凌波性、復元性とも良好であったとのことである

## 注
1. ↑  広島大学埋蔵文化財調査室 Archived 2005年2月18日, at the Wayback Machine.
2. ↑  森浩一『地域学のすすめ』岩波新書、2002年、85-86ページ。なお、「からむし」とは縄文人の衣服に使用されたと考えられる植物のカラムシから採られた（堤隆『黒曜石3万年の旅』NHKブックス、2004年、97ページ）
3. ↑  同、96ページ
4. ↑  海を渡った黒曜石 Archived 2007年1月8日, at the Wayback Machine.
5. ↑  堤、前掲書、97ページ